# Ciudad especial de Japón
Una ciudad especial  (特例市 Tokureishi) es una división administrativa del gobierno japonés que se sitúa en la estructura político-administrativa con funciones especiales pero menores a la ciudad núcleo. Para ser postulada como ciudad especial esta debe tener una población al menos de 200 000 habitantes.

El término "ciudad especial " fue creado por la cláusula 26 del artículo 252 de la ley de autonomía local japonesa. En la actualidad existen 40 ciudades japonesas con este tipo de administración.